# لوئیس روشه
لوئیس روشه (انگلیسی: Lois Roche؛ زادهٔ ۱۸ ژوئن ۱۹۹۳) بازیکن فوتبال اهل جمهوری ایرلند است.
وی همچنین در تیم‌های ملی فوتبال Republic of Ireland women's national under-17 football team و Republic of Ireland women's national under-19 football team بازی کرده‌است.